# Canada's Drag Race (prima edizione)
La prima edizione di Canada's Drag Race è andata in onda in Canada dal 2 luglio al 3 settembre 2020 sulla piattaforma streaming Crave, e sull'emittente OutTV.
Il 14 maggio 2020 vengono annunciati i dodici concorrenti, provenienti da tutto il Canada, che hanno l'obiettivo di essere incoronate come la prima Canada's Next Drag Superstar.
Priyanka, vincitrice dell'edizione, ricevette come premio 100000 C$, soggiorni gratuiti per un anno presso gli hotel Hilton Worldwide e una corona e uno scettro di Amped Accessories.
Jimbo e Lemon prenderanno parte alla prima edizione di RuPaul's Drag Race: UK vs the World e, successivamente, Jimbo tornerà nell'ottava edizione di RuPaul's Drag Race All Stars. Rita Baga prenderà parte alla prima edizione di Canada's Drag Race: Canada vs the World, mentre Lemon e Tynomi Banks parteciperanno alla seconda edizione.

## Concorrenti
I dodici concorrenti che presero parte al reality show sono state:
| Concorrente         | Vero nome                    | Età | Città                           | Posizionamento |
| ------------------- | ---------------------------- | --- | ------------------------------- | -------------- |
| Priyanka            | Mark Suknanan                | 28  | Toronto – Ontario               | Vincitrice     |
| Rita Baga           | Jean-François Guevremont     | 32  | Montréal – Québec               | Finaliste      |
| Scarlett BoBo       | Matthew Cameron              | 29  | Toronto – Ontario               | Finaliste      |
| Jimbo               | James Insell                 | 36  | Victoria – Columbia Britannica  | 4º posto       |
| Lemon               | Christopher Elliott Baptista | 24  | New York – Stati Uniti          | 5º posto       |
| Ilona Verley        | Ilona Verley                 | 24  | Vancouver – Columbia Britannica | 6º posto       |
| BOA                 | Ryan Boa                     | 24  | Windsor – Ontario               | 7º posto       |
| Kiara               | Dimitri Nana-Côté            | 22  | Montréal – Québec               | 8º posto       |
| Tynomi Banks        | Sheldon McIntosh             | 38  | Toronto – Ontario               | 9º posto       |
| Anastarzia Anaquway | Jermaine Aranha              | 37  | East York – Ontario             | 10º posto      |
| Kyne                | Kyne Santos                  | 21  | Kitchener-Waterloo – Ontario    | 11º posto      |
| Juice Boxx          | Jo Primeau                   | 30  | Essex – Ontario                 | 12º posto      |

## Tabella eliminazioni
| Ordine | Episodi    | Episodi    | Episodi    | Episodi  | Episodi  | Episodi  | Episodi  | Episodi  | Episodi  | Episodi       |
| Ordine | 1          | 2          | 3          | 4        | 5        | 6        | 7        | 8        | 9        | 10            |
| ------ | ---------- | ---------- | ---------- | -------- | -------- | -------- | -------- | -------- | -------- | ------------- |
| 1      | Rita       | Lemon      | Priyanka   | Rita     | Jimbo    | Rita     | Lemon    | Priyanka | Scarlett | Priyanka      |
| 2      | BOA        | Kiara      | BOA        | Kiara    | Lemon    | Jimbo    | Scarlett | Scarlett | Priyanka | Rita Baga     |
| 3      | Jimbo      | Jimbo      | Scarlett   | Scarlett | Rita     | Scarlett | Rita     | Jimbo    | Rita     | Scarlett BoBo |
| 4      | Anastarzia | Priyanka   | Jimbo      | Lemon    | Ilona    | Priyanka | Jimbo    | Rita     | Jimbo    |               |
| 5      | Priyanka   | Rita       | Lemon      | Priyanka | Scarlett | Lemon    | Priyanka | Lemon    |          |               |
| 6      | Scarlett   | Scarlett   | Rita       | Jimbo    | BOA      | Ilona    | Ilona    |          |          |               |
| 7      | Ilona      | Anastarzia | Ilona      | BOA      | Priyanka | BOA      |          |          |          |               |
| 8      | Kiara      | Ilona      | Kiara      | Ilona    | Kiara    |          |          |          |          |               |
| 9      | Tynomi     | BOA        | Tynomi     | Tynomi   |          |          |          |          |          |               |
| 10     | Kyne       | Tynomi     | Anastarzia |          |          |          |          |          |          |               |
| 11     | Lemon      | Kyne       |            |          |          |          |          |          |          |               |
| 12     | Juice      |            |            |          |          |          |          |          |          |               |

Legenda:
     La concorrente ha vinto la gara
      La concorrente è arrivata in finale ma non ha vinto la gara
     La concorrente ha vinto la puntata
     La concorrente figura tra le prime ma non ha vinto la puntata
     La concorrente è salva e accede alla puntata successiva (l'ordine di chiamata è casuale)
     La concorrente figura tra le ultime ma non è a rischio eliminazione
     La concorrente figura tra le ultime ed è a rischio eliminazione
     La concorrente è stata eliminata

## Giudici
- Brooke Lynn Hytes
- Jeffrey Bowyer-Chapman
- Stacey McKenzie

### Giudici ospiti
- Elisha Cuthbert
- Amanda Brugel
- Deborah Cox
- Jade Hassouné
- Tom Green
- Mary Walsh
- Biddell
- Allie X
- Michelle Visage
- Traci Melchor

## Special guest
- RuPaul
- Matt Bernes
- Traci Melchor
- Ralph
- Hollywood Jade
- Colin McAllister[5]
- Justin Ryan[5]
- Crystal
- Stefan Brogren
- Michelle DuBarry
- Sabrina Jalees

## Riassunto episodi

### Episodio 1 -Eh-laganza Eh-xtravaganza
Il primo episodio della prima edizione canadese si apre con le concorrenti che entrano nell'atelier. La prima a entrare è Priyanka, l'ultima è Tynomi Banks. Stacey McKenzie, Brooke Lynn Hytes e Jeffrey Bowyer-Chapman fanno il loro ingresso annunciando l'inizio di una nuova edizione e dando il benvenuto alle concorrenti.
- La mini sfida: per la mini sfida, le concorrenti devono fare un servizio fotografico sulla cima di una riproduzione delle Montagne Rocciose, mentre devono resistere ad una bufera di neve generata da un ventilatore. La vincitrice della mini sfida è Kyne.
- La sfida principale: per la sfida principale, le concorrenti dovranno creare un outfit usando i materiali e tessuti che troveranno in una scatola "O, Canada", con oggetti e simboli che rappresentano i vari aspetti del Canada. Avendo vinto la mini sfida Kyne può scegliere la propria e assegnare poi le scatole alle altre concorrenti. Le scatole assegnate alle concorrenti sono state:

| Concorrente         | Scatola "O, Canada"      | Tema                      |
| ------------------- | ------------------------ | ------------------------- |
| Anastarzia Anaquway | Canada Gay               | Bandiera del Canada       |
| BOA                 | Man of Green Gay-bles    | Anna dai capelli rossi    |
| Ilona Verley        | Muskokurrrrr             | Muskoka                   |
| Jimbo               | Rain-Blow It Up          | Arcobaleno                |
| Juice Boxx          | Much Ru-sic Video Prance | MuchMusic                 |
| Kiara               | Like A Prairie           | Praterie canadesi         |
| Kyne                | Yukon Gold Digger        | Corsa all'oro dello Yukon |
| Lemon               | Jock Scraps              | Hockey su ghiaccio        |
| Priyanka            | Gone Fishy               | Laghi del Canada          |
| Scarlett BoBo       | Glampede                 | Cowboy                    |
| Rita Baga           | Québec-Froid             | Québec                    |
| Tynomi Banks        | Lumber Janes             | Taglialegna               |

Giudice ospite della puntata è Elisha Cuthbert. Brooke Lynn Hytes ha decretato che Anastarzia, Priyanka, Scarlett, Ilona, Kiara e Tynomi vengono dichiarate salve, e ha lasciato le altre concorrenti sul palco per le critiche. Juice Boxx e Lemon sono state le peggiori mentre Rita Baga è stata la migliore della puntata.
- L’eliminazione: Juice Boxx e Lemon vengono chiamate ad esibirsi con la canzone I Really Like You di Carly Rae Jepsen. Lemon si salva mentre Juice Boxx viene eliminata dalla competizione.

### Episodio 2 -Her-itage Moments
Il secondo episodio si apre con le concorrenti che rientrano nell'atelier dopo l'eliminazione di Juice, dove molte concorrenti sono tristi della sua uscita visto che conoscevano tutto il suo potenziale. Intanto Kyne afferma che avrebbe dovuto vincere lei la sfida, e molte trovarono divertente la cosa visto che il suo vestito stava letteralmente cadendo a pezzi durante la sfilata.
- La mini sfida: per la mini sfida, le concorrenti dovranno danzare come delle ballerine classiche della storia de "Lo schiaccianoci", per poi a turno mostrare ai giudici la loro coreografia migliore. Le vincitrici della mini sfida sono Anastarzia Anaquway e BOA.
- La sfida principale:  per la sfida principale, le concorrenti dovranno recitare in delle parodie ispirati ai cortometraggi di Heritage Minutes. Le vincitrici della mini sfida saranno a capo di due team diversi, dei quali potranno scegliere i membri. Anastarzia sceglie per il suo gruppo Kiara, Lemon, Rita e Tynomi, mentre BOA sceglie Ilona, Kyne, Priyanka, Scarlett e Jimbo. I due corti sono: "The Muffragettes" assegnato al team di Anastarzia e "I Smell Burnt Tucks" assegnato al gruppo di BOA.

Giudice ospite della puntata è Jade Hassouné. Il tema della sfilata di questa puntata è "Not My First Time", dove le concorrenti devono sfoggiare un look che rappresenti una rivisitazione dell'abito che hanno indossato per la prima volta in drag. Jeffrey Bowyer-Chapman ha decretato che Rita, Scarlett, Anastarzia, e Ilona vengono dichiarate salve, e lasciò le altre concorrenti sul palco per le critiche. Tynomi Banks e Kyne sono le peggiori mentre Lemon è la migliore della puntata.
- L’eliminazione: Tynomi Banks e Kyne vengono chiamate a esibirsi con la canzone If You Could Read My Mind di Ultra Naté, Amber e Jocelyn Enriques. Tynomi Banks si salva mentre Kyne viene eliminata dalla competizione.

### Episodio 3 -Not Sorry Aboot It
Il terzo episodio si apre con le concorrenti che rientrano nell'atelier dopo l'eliminazione di Kyne, dove molte concorrenti sentono la tensione visto che anche le concorrenti più note possono essere subito eliminate. Intanto Lemon è al settimo cielo per la sua vittoria dopo aver rischiato l'eliminazione, anche Tynomi ora spera di non dovere andare più all'eliminazione.
- La mini sfida: per la mini sfida le concorrenti, divise in coppie, parteciperanno al talk show "Canada Gay M", dovranno annunciare le notizie leggendole da un gobbo in 3 lingue; inglese, francese e "draggrese". Le vincitrici della mini sfida sono Priyanka e Lemon.
- La sfida principale: per questa sfida principale, le concorrenti verranno divisi in due gruppi e dovranno scrivere, produrre e coreografare un numero da girl group. Avendo vinto la mini sfida Priyanka e Lemon saranno i capitani e potranno decidere i componenti del loro gruppo. Lemon sceglie per il suo gruppo Tynomi, Jimbo, Kiara e BOA mentre Priyanka sceglie Rita, Scarlett, Anastarzia e Ilona. Una volta scritto il pezzo, ogni gruppo va nella sala registrazione, dove Ralph da loro consigli e aiuto per la registrazione del brano. Durante le registrazioni delle tracce Anastarzia e BOA hanno avuto dei problemi nel rendere le loro strofe accattivanti mentre Priyanka e Rita hanno ricevuto complimenti per le loro estensione vocale. Successivamente i due gruppi incontrano il coreografo Hollywood Jade, con il quale organizzano la coreografia per il brano. Jimbo e Ilona hanno avuto dei problemi con i passi della coreografia.

| Concorrenti         | Nome Girl Group   | Brano della Performance |
| ------------------- | ----------------- | ----------------------- |
| BOA                 | Two Dwolls        | "Not Sorry Aboot It"    |
| Jimbo               | Two Dwolls        | "Not Sorry Aboot It"    |
| Kiara               | Two Dwolls        | "Not Sorry Aboot It"    |
| Lemon               | Two Dwolls        | "Not Sorry Aboot It"    |
| Tynomi Banks        | Two Dwolls        | "Not Sorry Aboot It"    |
| Anastarzia Anaquway | The Mooseknuckles | "Not Sorry Aboot It"    |
| Ilona Verley        | The Mooseknuckles | "Not Sorry Aboot It"    |
| Priyanka            | The Mooseknuckles | "Not Sorry Aboot It"    |
| Rita Baga           | The Mooseknuckles | "Not Sorry Aboot It"    |
| Scarlett BoBo       | The Mooseknuckles | "Not Sorry Aboot It"    |

Giudice ospite della puntata è Deborah Cox. Il tema della sfilata di questa puntata è "Québec-ky With The Good Hair", dove i concorrenti devono sfoggiare un look con delle parrucche enormi oppure con abiti molto pelosi. Stacey McKenzie ha decretato che Jimbo, Lemon e Rita vengono dichiarate salve, e lasciò le altre concorrenti sul palco per le critiche. Tynomi Banks e Anastarzia Anaqway sono le peggiori mentre Priyanka è la migliore della puntata.
- L’eliminazione: Anastarzia Anaqwuay e Tynomi Banks vengono chiamate per esibirsi in playback con la canzone Absolutely Not (Chanel Club Mix) di Deborah Cox. Tynomi Banks si salva mentre Anastarzia Anaqwuay viene eliminata dalla competizione.

### Episodio 4 -Single Use Queen
Il quarto episodio si apre con le concorrenti che rientrano nell'atelier dopo l'eliminazione di Anastarzia, dove tutte restarono stupite che quest'ultima non abbia voluto lasciare un messaggio sullo specchio. Intanto Rita è infastidita dal comportamento caotico delle concorrenti provenienti da Toronto.
- La mini sfida: per la mini sfida le concorrenti, giocheranno ad un gioco di memoria, dove devono indovinare quali membri della Pit Crew indossano lo slip dello stesso colore. La vincitrice della mini sfida è Jimbo.
- La sfida principale: per questa sfida principale, le concorrenti divise in tre gruppi da tre, dovranno creare una linea di outfit usando unicamente dei rifiuti riciclabili e presentarla come una casa di moda. Avendo vinto la mini sfida, Jimbo può assegnare i materiali riciclabili alle squadre. Jimbo, Tynomi e Ilona utilizzeranno la carta, Priyanka, BOA e Lemon utilizzeranno il metallo ed infine Rita, Kiara e Scarlett utilizzeranno la plastica. Successivamente le concorrenti incontrano Stacey McKenzie sul palcoscenico principale dove dà lezioni di portamento da modelle alle concorrenti.

| Casa di moda     | Concorrenti   | Materiale Riciclabile |
| ---------------- | ------------- | --------------------- |
| Maison Papier    | Ilona Verley  | Carta                 |
| Maison Papier    | Jimbo         | Carta                 |
| Maison Papier    | Tynomi Banks  | Carta                 |
| House of Rust    | BOA           | Metallo               |
| House of Rust    | Lemon         | Metallo               |
| House of Rust    | Priyanka      | Metallo               |
| La Maison Boraga | Kiara         | Plastica              |
| La Maison Boraga | Rita Baga     | Plastica              |
| La Maison Boraga | Scarlett BoBo | Plastica              |

Giudice ospite della puntata è Biddell. Jeffrey Bowyer-Chapman ha decretato che il team composto da Kiara, Rita e Scarlett vengono dichiarate salve, e Rita Baga viene dichiarata la migliore della puntata, e lasciò le altre concorrenti sul palco per le critiche. Ilona Verley e Tynomi Banks sono le peggiori della puntata.
- L’eliminazione: Ilona Verley e Tynomi Banks vengono chiamate ad esibirsi con la canzone Girlfriend di Avril Lavigne. Illona Verley si salva mentre Tynomi Banks viene eliminata dalla competizione.

### Episodio 5 -The Snatch Game
Il quinto episodio si apre con le concorrenti che rientrano nell'atelier dopo l'eliminazione di Tynomi, dove Ilona è triste per aver dovuto eliminare una sua amica. Intanto le concorrenti iniziano a sentire la tensione, visto che l'atelier sta iniziando a svuotarsi. Il giorno successivo Priyanka inizia a stufarsi dell'atteggiamento vittimista di Ilona.
- La mini sfida: per la mini sfida, le concorrenti devono "leggersi" a vicenda, ovvero dire qualcosa di cattivo ma facendolo in modo scherzoso. La vincitrice della mini sfida è Lemon.
- La sfida principale: per la sfida principale, le concorrenti prendono parte alla sfida più attesa in ogni edizione, lo Snatch Game. Colin McAllister e Justin Ryan sono i concorrenti del gioco. Le concorrenti dovranno scegliere una celebrità e impersonarla per l'intero gioco, con lo scopo di essere il più divertenti possibili. Successivamente Jeffrey Bowyer-Chapman entrò nell'atelier per vedere quali personaggi sono stati scelti. Le celebrità scelte dai concorrenti sono state:

| Concorrente   | Celebrità impersonata |
| ------------- | --------------------- |
| BOA           | Gypsy Rose Blanchard  |
| Ilona Verley  | Rebecca More          |
| Jimbo         | Joan Rivers           |
| Kiara         | Mariah Carey          |
| Lemon         | JoJo Siwa             |
| Priyanka      | Miss Cleo             |
| Rita Baga     | Édith Piaf            |
| Scarlett BoBo | Liza Minnelli         |

Giudice ospite della puntata è Mary Walsh. Il tema della sfilata di questa puntata è "Nights of 1000 Célines", dove le concorrenti devono sfoggiare un abito che rispecchi un look iconico di Céline Dion. Stacey McKenzie ha decretato che Illona e Scarlett vengono dichiarate salve, e lasciò le altre concorrenti sul palco per le critiche. Priyanka e Kiara sono le peggiori mentre Jimbo è la migliore della puntata.
- L'eliminazione: Priyanka e Kiara vengono chiamate a esibirsi con la canzone I Drove All Night di Céline Dion. Priyanka si salva mentre Kiara viene eliminata dalla competizione.

### Episodio 6 -Star Sixty-Nine
Il sesto episodio si apre con le concorrenti che rientrano nell'atelier dopo l'eliminazione di Kiara, dove tutte si complimentano con Priyanka per la sua straordinaria performance e festeggiano su come siano le ultime sette rimaste ancora in gare. Intanto a Ilona non va giù il fatto di essere stata nominata salva mentre BOA è nervosa per avere ricevuto un ultimatum da parte dei giudici.
- La mini sfida: per la mini sfida, le concorrenti dovranno recitare la parte di una sensitiva di una linea telefonica, dove dovranno dare dei consigli d'amore a Crystal, concorrente della prima edizione di RuPaul's Drag Race UK. La vincitrice della mini sfida è Lemon.
- La sfida principale: per la sfida principale, le concorrenti divise in squadre, dovranno ideare, realizzare e produrre uno spot commerciale per promuovere il proprio studio legale. Avendo vinto la mini sfida, Lemon può formare le squadre. Le squadre sono Lemon e Priyanka, Scarlett e Ilona ed infine Rita, Jimbo e BOA. Dopo aver scritto il copione, le concorrenti raggiungono Stacey McKenzie che aiuterà a produrre gli spot nel ruolo di registra. Lemon e Priyanka saranno "Kitty & Kat" due avvocatesse con uno studio legale sulla salvaguardia del tuck; Rita, Jimbo e BOA saranno "The B.E.L.L.E.S", uno studio legale specializzato sulla sicurezza ed ordine per drag queen durante gli show; e infine Scarlett e Ilona saranno "Sarah & Sarahson", uno studio divorzista gestito da due sorelle specializzato proprio nel divorzio tra sorelle drag.

Giudice ospite della puntata è Tom Green. Il tema della sfilata di questa puntata è "Canadian Tux-She-Do: Denim on Denim on Denim", dove le concorrenti devono sfoggiare uno smoking completamente assemblato con il denim. Durante i giudizi viene chiesto alle concorrenti chi secondo loro merita di essere eliminata. Dopo la sfilata e le critiche dei giudici, Brooke Lynn Hytes dichiara che Ilona Verely e BOA sono le peggiori, mentre Rita Baga è la migliore della puntata.
- L'eliminazione: Ilona Verely e BOA vengono chiamate a esibirsi con la canzone Scars to Your Beautiful di Alessia Cara. Ilona Verley si salva mentre BOA viene eliminata dalla competizione.

### Episodio 7 -Miss Loose Jaw
Il settimo episodio si apre con le concorrenti che rientrano nell'atelier dopo l'eliminazione di BOA, dove Lemon non vanno giù le varie accuse che gli sono state fatte dopo la sfilata, intanto Rita è contenta per la sua vittoria mentre Scarlett è frustrata poiché nonostante tutto il suo impegno durante le sfide non ha ancora ricevuto una menzione d'onore da parte dei giudici.
- La sfida principale: per la sfida principale, le concorrenti parteciperanno alla prima edizione dei Miss Loose Jaw Pegeant, ovvero un concorso di bellezza per drag queen. Durante il concorso ogni concorrente dovrà interpretare un personaggio con una distinta personalità, partecipare ad una gara di talenti, sfilare con un costume da bagno ed, infine, prendere parte all'intervista delle reginette. Avendo vinto la puntata precedente, Rita avrà la possibilità di assegnare i vari ruoli alle concorrenti. Durante l'assegnazione dei copioni molte concorrenti hanno delle preferenze sui vari ruoli da fare, come ad esempio Jimbo e Scarlett, ma alla fine Rita sceglie basandosi sulle abilità di ognuno, assegnando il ruolo a Jimbo. Brooke Lynn entra nell'atelier per vedere come sono stati assegnati i vari ruoli.

| Concorrente   | Reginetta impersonata |
| ------------- | --------------------- |
| Ilona Verley  | Miss Erable           |
| Jimbo         | Miss Behavin'         |
| Lemon         | Miss Fitts            |
| Priyanka      | Miss Demeanor         |
| Rita Baga     | Miss Match'd          |
| Scarlett BoBo | Miss Informed         |

Giudice ospite della puntata è Allie X. Il tema della sfilata di questa puntata è "Pageant Perfection", dove le concorrenti devono sfoggiare un look da reginetta di bellezza. Dopo la sfilata e le critiche dei giudici, Stacey McKenzie dichiara che Ilona Verely e Priyanka sono le peggiori, mentre Lemon è la migliore della puntata.
- L'eliminazione: Ilona Verely e Priyanka vengono chiamate a esibirsi con la canzone Hello di Allie X. Priyanka si salva mentre Ilona Verley viene eliminata dalla competizione.

### Episodio 8 -Welcome To The Family
L'ottavo episodio si apre con le concorrenti che rientrano nell'atelier dopo l'eliminazione di Ilona, dove le concorrenti si congratulano con Lemon per la sua vittoria mentre quest'ultima è soddisfatta poiché ha dimostrato tutte le sue qualità. Successivamente fanno il calcolo delle vittorie di tutti, e Scarlett si sente molto amareggiata poiché non è riuscita a vincere una sfida, nonostante non sia mai andata al playback.
- La mini sfida: per la mini sfida, le concorrenti devono pescare a sorte un pupazzo che rappresenti una delle altri concorrenti, metterlo in drag e fare un siparietto imitando l'altra concorrente. La vincitrice della mini sfida è Scarlett BoBo.
- La sfida principale: per la sfida principale, le concorrenti dovranno truccare e preparare alcuni uomini con lo status da rifugiato LGBT+ presso l'ONG Rainbow Raiload. Avendo vinto la mini sfida, Scarlett può formare le coppie. Durante la preparazione, le concorrenti e i rifugiati si confrontano tra loro su diverse questioni, come ad esempio come i rifugiati hanno dovuto abbandonare il loro paese a causa del loro orientamento sessuale e come le concorrenti devono dare sempre il massimo durante le sfide. Dopo aver consultato e visto le concorrenti, insieme alle loro "sorelle drag", Jeffrey Bowyer-Chapman annuncia che le coppie devono realizzare una coreografia sul palcoscenico principale.

| Concorrente   | Rifugiato (Nome Reale) X | Origini   | Rifugiato (Nome in Drag) Y |
| ------------- | ------------------------ | --------- | -------------------------- |
| Jimbo         | Eka                      | Indonesia | Bimbo                      |
| Lemon         | Rebal                    | Siria     | Lime                       |
| Priyanka      | Elton                    | Giamaica  | Elektra                    |
| Rita Baga     | Rainer                   | Indonesia | Tari Baga                  |
| Scarlett BoBo | Dennis                   | Uganda    | Violet BoBo                |

Giudice ospite della puntata è Amanda Brugel. Dopo la sfilata e le critiche dei giudici, Brooke Lynn Hytes dichiara che Lemon e Rita Baga sono le peggiori della puntata, mentre Priyanka è la migliore della puntata.
- L'eliminazione: Lemon e Rita Baga vengono chiamate a esibirsi con la canzone You Oughta Know di Alanis Morisette. Rita Baga si salva mentre Lemon viene eliminata dalla competizione.

### Episodio 9 -The Snow Ball
Il nono episodio si apre con le concorrenti che rientrano nell'atelier dopo l'eliminazione di Lemon, dove Priyanka è soddisfatta di aver ottenuto una seconda vittoria dopo un percorso in costante discesa, mentre Rita sente la pressione perché si tratta della ultima sfida prima della finale.
- La mini sfida: per la mini sfida, le concorrenti devono vestirsi da cantanti amatoriali, e successivamente prendere parte ad un provino dove canteranno l'inno nazionale del Canada. La vincitrice della mini sfida è Rita Baga.
- La sfida principale: per la sfida principale, le concorrenti parteciperanno al "The Snow Ball", dove presenteranno 3 look differenti, e il terzo dovrà essere cucito e assemblato a mano. Le categorie sono:

- Executive Holiday Party Realness: le concorrenti devono indossare un look natalizio per una festa in ufficio.
- Icy Walk of Shame: le concorrenti devono indossare un look imbarazzante da indossare in uno chalet in montagna.
- Ice Queen Eleganza: le concorrenti devono realizzare un outfit con materiali a tema invernale e decorazioni natalizie come palline e festoni.
Giudice ospite della puntata è Michelle Visage. Dopo la sfilata e le critiche dei giudici, Jeffrey Bowyer-Chapman dichiara che Rita Baga e Jimbo sono le peggiori della puntata, mentre Scarlett BoBo è la migliore della puntata ed accede alla finale, Priyanka si salva ed accede alla finale.
- L'eliminazione: Rita Baga e Jimbo vengono chiamate a esibirsi con la canzone Closer di Tegan & Sara. Rita Baga si salva e accede alla finale mentre Jimbo viene eliminata dalla competizione.

### Episodio 10 -U Wear It Well
Il decimo ed ultimo episodio di quest'edizione si apre con le finaliste che ritornano nell'atelier dopo l'eliminazione di Jimbo, dove si discute su chi riuscirà a vincere quest'edizione ed il titolo di prima Drag Superstar canadese.
Per l'ultima prova, prima di incoronare la vincitrice di quest'edizione, le concorrenti dovranno comporre un pezzo, cantare ed esibirsi sulla canzone di RuPaul, U Wear It Well e poi dovranno prendere parte ad un'intervista con Jeffrey Bowyer-Chapman e Traci Melchor.
Una volta scritto il pezzo, ogni concorrente va nella sala registrazione, dove Ralph dà loro consigli e aiuto per la registrazione del pezzo. Nel frattempo a uno a uno i concorrenti prendono parte all'intervista dove Jeffrey Bowyer-Chapman e Traci Melchor fanno domande sulla loro esperienza in questa edizione di Canada's Drag Race. Per la realizzazione del balletto in studio i concorrenti incontrano Hollywood Jade e Brooke Lynn Hytes che insegnano loro la coreografia.
I giudici della puntata sono: Brooke Lynn Hytes, Jeffrey Bowyer-Chapman, Stacey McKenzie e Travi Melchor. Il tema della sfilata è "Coronation Eleganza", dove le concorrenti dovranno sfilare con il loro vestito migliore.
Dopo le critiche, le finaliste tornano nell'atelier dove ad aspettarle ci sono tutte le concorrenti dell'edizione, dove discutono dell'esperienza vissuta nello show. Prima di comunicare il giudizio, tutte le concorrenti sfilano sulla passerella con il loro "Best Drag" per un'ultima volta. Dopo l'ultima sfilata, Brooke Lynn Hytes comunica che tutte le finaliste hanno rubato la scena e che si affronteranno insieme per la sfida finale. Priyanka, Rita Baga e Scarlett BoBo si esibiscono in playback sulla canzone You're a Superstar dei Love Inc. Dopo l'esibizione, Brooke Lynn Hytes decide che, Priyanka è la vincitrice della prima edizione di Canada's Drag Race.